# Andrzej Nowacki

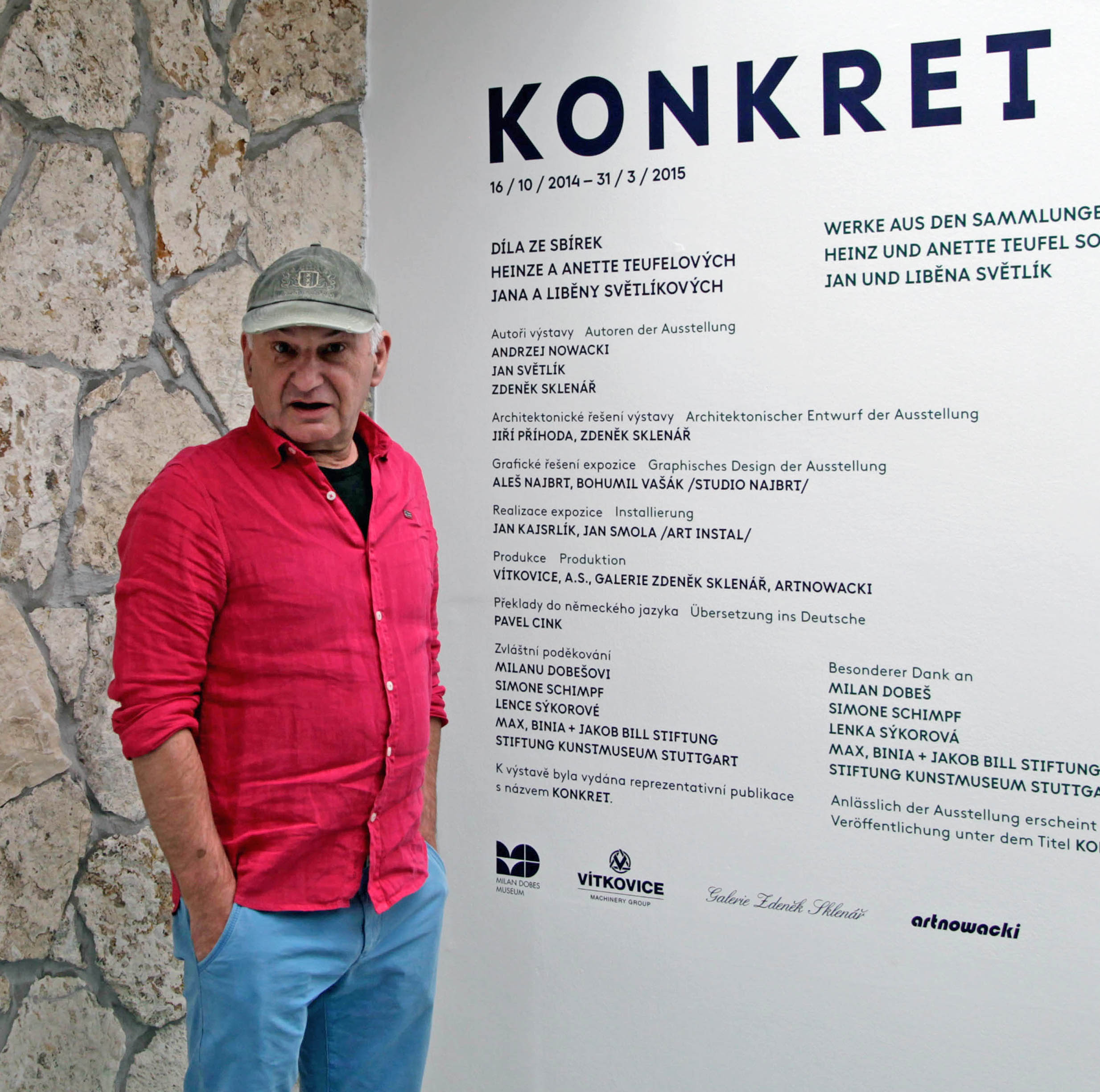
Andrzej Nowacki (2014)

Andrzej Nowacki (* 15. Oktober 1953 in Rabka-Zdrój) ist ein polnisch-deutscher Maler, Vertreter von geometrischer abstrakter Kunst und Op-Art.

## Leben
Nach der Kindheit in Mszana Dolna, einer Kleinstadt in den Beskiden, zog Nowacki 1967 nach Krakau, wo er Kontakte zu den Kreisen um die Akademie der Schönen Künste knüpfte. Von 1973 bis 1977 war er bei Anfertigung von Werbungen, Entwerfen von Innenausstattungen sowie konservatorischen Arbeiten in den Kirchen in Krakaus Umgebung tätig.
1977 reiste Nowacki nach Schweden, wo er das Studium der Skandinavistik an der Universität Göteborg aufnahm. Einige Jahre später studierte er in Germanistik und Kunstgeschichte an der Universität Innsbruck.
1982 zog er nach Düsseldorf, um die Leitung der Agentur für zeitgenössische Malerei Advance zu übernehmen. Zu dieser Zeit beteiligte er sich an der Vorbereitung der documenta 7 in Kassel. Anfang der 1980er Jahre besuchte er oft das Atelier des polnischen Konstruktivisten Henryk Stażewski, und unter dessen Eindruck entstanden seine ersten malerischen Versuche, die ihn dann zur eigenständigen künstlerischen Arbeit führten. Ab 1984 lebte Nowacki in West-Berlin, wo er unter anderem in einer Stipendienkommission des Kunstfonds des Berliner Senats tätig war.
1987 folgte seine erste Einzelausstellung in der West-Berliner Galerie Pommersfelde, 1988 begann seine Zusammenarbeit mit dem Kenner der russischen Avantgarde, Kunstsammler und Leiter der Galerie Avantgarde Natan Fedorowski.
Anfang der 1990er Jahre gewann Nowacki den Kunsthistoriker Hubertus Gaßner als Kurator seiner Ausstellungen und Autor der Begleittexte über sein Werk.
Die Jahre 1994 bis 1995 verbrachte Nowacki in den USA und arbeitete in einem privat gesponserten Atelier in New Jersey an seinen neuen Reliefs, die 1995 in der New Yorker Galerie Lederman Fine Art ausgestellt wurden.
Mitte der 1990er Jahre befreundete er sich mit dem Kunstsammler und auf Konkrete Kunst ausgerichteten Galeristen Heinz Teufel, was ihm die Möglichkeit eröffnete, sich vertiefend mit dem Werk von Josef Albers, Max Bill und Bridget Riley zu befassen.
2001 bekam Nowacki ein Stipendium der Pollock-Krasner Foundation in New York. 2002 erfolgte seine erste retrospektive Ausstellung im Internationalen Kulturzentrum in Krakau. In der Zeit von 2003 bis 2007 besuchte Nowacki mehrmals Florida, hielt sich in Miami auf und arbeitete in einem Atelier auf Anna Maria Island. 2005 reiste er nach Japan und bereitete in Osaka seine Einzelausstellung vor. 2011 zeigte eine Schau der Staatlichen Kunstgalerie in Sopot Werke von Nowacki und Wojciech Fangor. 2015 bezog Nowacki ein neues Atelier im ehemaligen Industriekomplex Dolní Vítkovice im tschechischen Ostrava, wo er bis 2018 tätig war. Heute lebt und arbeitet er in Berlin.

## Werk
Seit Mitte der 1980er Jahre schuf Nowacki Reliefs und Pastelle in der Tradition der geometrischen abstrakten Kunst. Die Bilder zeichneten sich durch dynamisches Spiel der Formen sowie spannungsvolles und stark emotionsbeladenes Verhältnis von Farben aus. Die Auswahl der geometrischen Elemente war auf einige Figuren begrenzt, wobei das Quadrat als Grundform fungierte. Seit Anfang 2000 gestaltet Nowacki Streifenreliefs. Die vertikale Struktur dieser Bilder entsteht durch die an die Grundfläche angebrachten Holzleisten, die zugleich die Ebene des malerischen Ausdrucks darstellen. So wird das Bild dreidimensional, bereichert zusätzlich durch visuelle Effekte. Der Künstler zielt jedoch nicht nur auf die optische Illusion eines Op-Art-Werks, vielmehr will er die Perzeptionsbreite erweitern. Das komplexe Spiel der Farben wird als Ausdrucksmittel verwendet, was einen unablässigen Wandel der Spannung und Dynamik innerhalb der gesamten Komposition bewirkt.

## Einzelausstellungen (Auswahl)
- 1987: Galerie Pommersfelde, Westberlin
- 1988: Galerie Kurek, Bonn
- 1992: Galeria Pryzmat, Krakau
- 1993: Galerie Sernov & Rose, Berlin
- 1994: Lederman Fine Art Gallery, New York
- 1995: Galerie Berinson, Berlin
- 1996: Galeria Amfilada, Stettin
- 2000: Galerie Heinz Teufel, Berlin
- 2002: Internationales Kulturzentrum, Krakau
- 2003: Galeria Arsenał, Posen
- 2004: Galeria Piekary, Posen; Nationalmuseum Stettin, Stettin
- 2005: KISSHO Fine Art Gallery, Osaka
- 2006: Seth Jason Beitler Fine Arts Gallery, Miami
- 2013: Galeria Leto, Warschau
- 2017: Staatliche Kunstgalerie, Sopot
- 2019: Milan Dobeš Museum, Ostrava
- 2020: AP Atelier Josef Pleskot, Prag

## Gruppenausstellungen (Auswahl)
- 1989: Galerie Avantgarde Natan Fedorowski, Westberlin
- 1992: Polnisches Institut, Berlin
- 1996: Art Fair, Stockholm; Willy-Brandt-Haus, Berlin
- 1997: Avantgarde Galerie Kyra Maralt, Berlin
- 1998: Münchenbryggeriet-Münchensalen, Stockholm
- 1999: Goethe-Institut, Dresden; Tiroler Kunstpavillon, Innsbruck
- 2000: Art Vienna, Wien; Galeria Studio, Warschau; Galerie Schoen & Nalepa, Berlin
- 2001: Kunstverein Wiligrad, Lübstorf
- 2002: Nationalmuseum, Szczecin; Skulpturzentrum, Orońsko
- 2003: Art Miami, Miami; Mondriaanhuis, Amersfoort; Staatliche Kunstgalerie, Sopot; London Art Fair, Londyn
- 2004: Contemporary Art Space, Osaka; Phthalo Gallery of Fine Art, Miami; Galerie Artist, Berlin
- 2005: Ålands konstmuseum, Mariehamn; George L. Sturman Museum of Fine Art, Miami
- 2007: Seth Jason Beitler Fine Arts Gallery, Miami; Kunstpalais, Krakau
- 2011: Kunstmuseum, Stuttgart; Staatliche Kunstgalerie, Sopot; Dům umění, Ostrava
- 2014: Milan Dobeš Museum, Bratislava
- 2017: Kunstmuseum, Stuttgart
- 2019: Staatliche Kunstgalerie, Sopot
- 2020: Milan Dobeš Museum, Ostrava
- 2024: Zentrum für zeitgenössische Kunst, Toruń

## Publikationen
- espressione del momento. Wystawa prac Andrzeja Nowackiego, Krakau: Galeria Pryzmat (1992)
- Lato pełne deszczu. Reliefy Andrzeja Nowackiego w Galerii Amfilada, Stettin: Galeria Amfilada (1996)
- Jan Lenica – Andrzej Nowacki, Berlin: Avantgarde Galerie Kyra Marat (1997)
- Andrzej Nowacki. Through the square: relifs, pastels, drawings, Krakau: Internationales Kulturzentrum (2001) ISBN 83-85739-88-2.
- Im Quadrat – Die inneren Klänge einer geometrischen Welt. Zeichnungen und Reliefs von Andrzej Nowacki, Reckahn: Rochow-Museum (2003) ISBN 3-00-011688-5.
- Fangor / Nowacki = A clear vision in enchantment, Sopot: Staatliche Kunstgalerie (2011) ISBN 978-83-61270-26-3.
- Andrzej Nowacki: reliefy = reliefs, Sopot: Staatliche Kunstgalerie (2017) ISBN 978-83-8040-034-4.
- Andrzej Nowacki: Variations on Black, Ostrava: Milan Dobeš Museum (2019) ISBN 978-80-270-7033-6.